# Boele Ytsma
Boele P. Ytsma (Leeuwarden, 30 december 1968) is een Nederlandse schrijver, media-veganist en voormalig predikant.

## Levensloop
Ytsma studeerde na de middelbare school theologie, aanvankelijk als eerstegraads lerarenopleiding aan de Evangelische Hogeschool, daarna als academische studie aan de Vrije Universiteit.

### Woongroep
In 1994 begon hij in Appelscha samen met zijn vrouw een zelfvoorzienende boerderij en leefgemeenschap onder de naam Beth Tikva, Hebreeuws voor: huis van hoop. Ytsma was in Friesland gereformeerd opgevoed, intussen was zijn geloofsbeleving sterk evangelisch georiënteerd. In 1998 raakte hij zijn orthodoxe manier van geloven van de ene op de andere dag kwijt, in zijn eigen woorden: "Mijn kathedraal van zeker weten stortte in". In 2004 verlieten Ytsma en zijn gezin de leefgemeenschap. In datzelfde jaar begon hij het agrobiodiversiteitscentrum De Nieuwe Akker in Veenhuizen. Aan dat initiatief kwam in 2006 een einde. Intussen was Ytsma ook (jongeren)pastor in een aantal kerken in Drenthe en het Groningse Siddeburen. In 2008 kreeg hij te maken met een burn-out en liet de kerk achter zich.

### Geloofstwijfel
Vanaf 2005 groeide de bekendheid van Ytsma door zijn schrijfsels over geloofstwijfel op zijn eigen blog en zijn optreden op sociale media. Dat kwam in een stroomversnelling na een uitzending van het EO-programma Herberg de Verandering in december 2008, waarin hij aan Andries Knevel uit de doeken deed wat er met zijn geloof was gebeurd. Dit vormde voor Ytsma de aanzet tot het schrijven van een boek getiteld Van de kaart. Manifest van een gepassioneerde twijfelaar (2009), gevolgd door Authentiek. De zoeker en het verlangen (een essay) (2010). Daarin schreef hij over het ontstaan van zijn geloofstwijfel en de zoektocht die hij daarna doormaakte. De boeken riepen herkenning, maar ook weerstand op, zowel in traditionele kerkelijke kringen, als in de evangelische kerken. Onder meer zijn begrip voor de 'atheïstische dominee' Klaas Hendrikse stuitte diverse orthodox-christenen tegen de borst.

### Veganisme
Ytsma besloot in 2010 abrupt te stoppen met al zijn activiteiten in christelijke kring, waaronder het geven van lezingen en mediaoptredens, omdat hij opnieuw burn-outverschijnselen kreeg. De voormalige "Twitterdominee", zoals hij zichzelf typeerde, begon vanaf 2012 weer meer naar buiten te treden, nu met een heel ander thema: Ytsma was veganist geworden en ging mensen stimuleren om meer plantaardig te eten. In 2013 verscheen het boek Ik ben een planteneter.

### Coronascepsis
Tijdens de coronacrisis haalde Ytsma het nieuws omdat hij zich meerdere keren uitsprak tegen overheidsmaatregelen om de verspreiding van het virus te beperken, waaronder de anderhalvemetersamenleving. Hij liet in 2020 weten zich daar niet aan te zullen houden. Ook noemde hij de uitbraak van het virus een "volledig verzonnen en gecreëerde pandemie".